# Lekhcheb
Lekcheb è un comune del dipartimento di Tijikja, situato nella regione di Tagant in Mauritania. Contava 1.469 abitanti nel censimento della popolazione del 2000 e 1.942 nel 2013.